# بوسوواچا
بوسوواچا (بوسنیایی: Busovača) یک منطقهٔ مسکونی در بوسنی و هرزگوین است که در استان بوسنی مرکزی واقع شده‌است. بوسوواچا ۱۵۸ کیلومتر مربع مساحت و ۱۸٬۴۸۸ نفر جمعیت دارد.